# 王雨亭
王雨亭（1892年—1967年），男，福建泉州人，马来西亚归国华侨，中国社会活动家，曾任中华全国归国华侨联合会副秘书长，政协第一届全体会议代表，第四届全国政协委员。